# خیابان شهید سپهبد قرنی

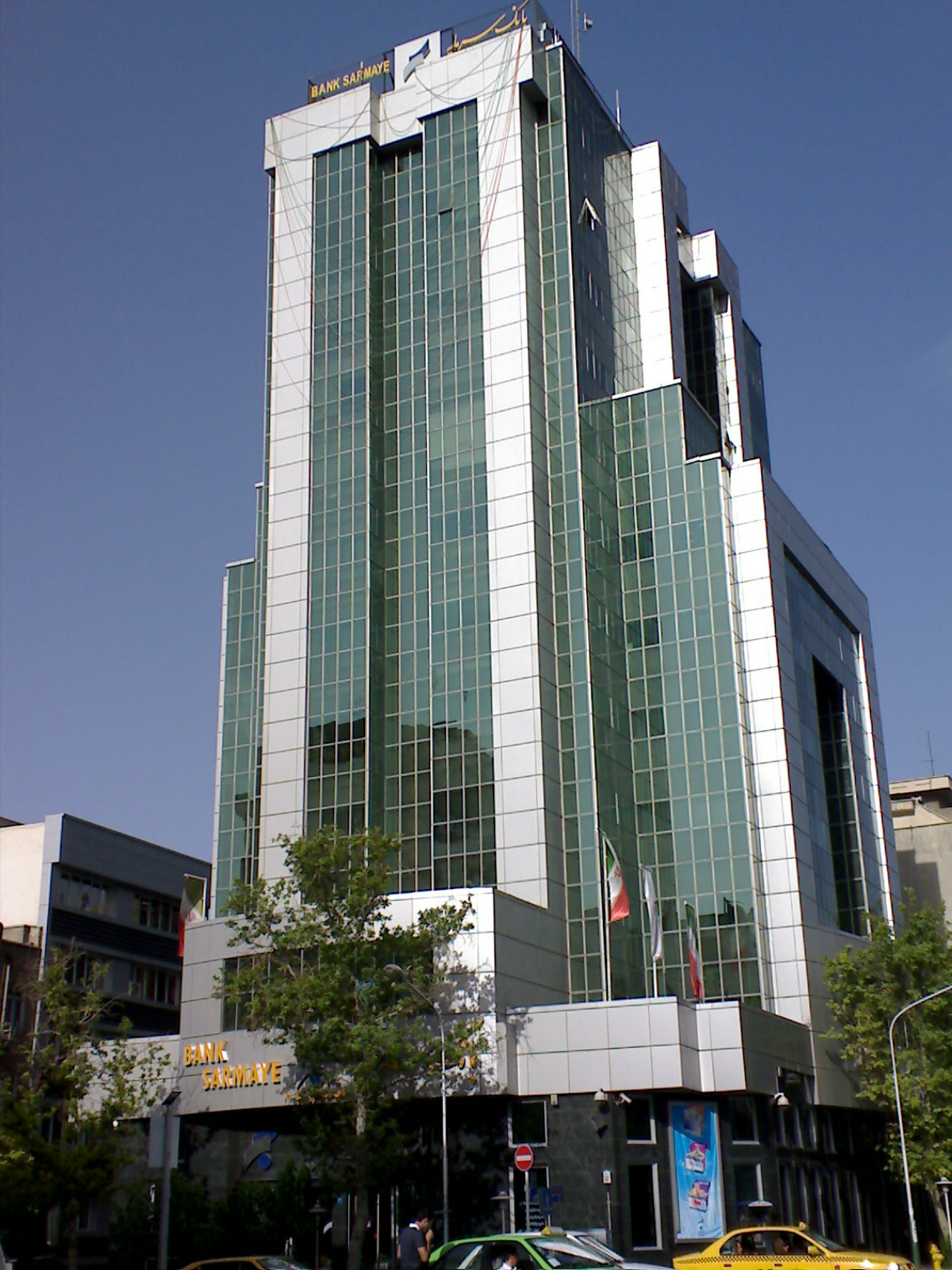
دفتر مرکزی بانک سرمایه در خیابان شهید سپهبد قرنی

خیابان شهید سپهبد قرنی (نام قدیمی: سپهبد زاهدی) یا خیابان فیشرآباد از خیابان‌های مرکزی در محله فیشرآباد شهر تهران است. این خیابان که جهتی شمالی - جنوبی دارد از میدان فردوسی در سمت جنوب آغاز شده و به خیابان کریم‌خان و پل کریم‌خان زند در سمت شمال منتهی می‌شود. این خیابان به افتخار سپهبد سید محمدولی قرنی نظامی و فرمانده ایرانی و نخستین رئیس ستاد مشترک ارتش جمهوری اسلامی ایران نام‌گذاری شده‌است.
ایستگاه مترو طالقانی و ایستگاه مترو فردوسی راه دسترسی به این خیابان است.

## مراکز مهم
- وزارت آموزش و پرورش
- بنیاد خیریه کودکان اُتیسم
- هتل باباطاهر (هتل مرمر سابق)
- سازمان بازرسی کل کشور
- بیمارستان هشترودیان
- وزارت تعاون
- وزارت جهاد کشاورزی
- بیمارستان آپادانا
- هتل بلور